# الأصل (رواية)
الأصل (بالإنجليزية: Origin)‏ هي الرواية الخامسة لدان براون التي تنقل الأستاذ روبرت لانغدون من جامعة هارفارد إلى عالم - بات مألوفا لملايين من عشاق روايات براون - الفن والدين والقتل والأسرار التي ستدمر الأرض.
والمعروف أن براون حققت مبيعات كتبه أكثر من 200 مليون كتاب، بقيادة كتابه الأشهر على الإطلاق شيفرة دا فينشي الذي صدر عام 2003.

## النسخة العربية
صدرت رواية “الأصل” في الثالث من أكتوبر من عام 2017، وتصدرت فورًا قائمة أكثر الكتب مبيعاً. صدرت الترجمة العربية عن الدار العربية للعلوم ناشرون.

## الموضوع
حاول دان براون في هذه الرواية الإجابة عن أصل الجنس البشري (وليس أصل الكون)، وإلى أين نتّجه نحن البشر، مجيبًا بذلك عن السؤالين الأكثر تداولًا وإثارةً للجدل منذ بدء البشرية وحتى اليوم، وذلك ضمن إطار ديني علمي غلب عليه طابع الخيال العلمي المسلّي. لقد لعب دان براون هذه المرة على الوتر الفاصل بين الإلحاد والإيمان، مع تحيّزه غير المباشر نحو الإلحاد من خلال بطل الرواية الثانوي “إدموند كيرش” نفسه. لذلك، سيلاحظ القارئ العربي بعض الاختلاف في هذه الرواية عن الروايات السابقة من ناحية الموضوع.

## شخصيات الرواية
- روبرت لانغدون: أستاذ علم الرموز في جامعة هارفارد.
- إدمون كيرش: ملياردير، وطالب سابق للانغدون يبلغ 40 سنة.
- أمبرا فيدال: مديرة متحف غوغنهايم بلباو.

## القصة
تبدأ الرواية مع إدموند كيرش، الذي دعا المثقفين حول العالم إلى متحف غوغنهايم في بلباو، إسبانيا، للكشف عن آخر ما توصل إليه من اكتشافات علمية ستغير العالم، إلا أنه يُقتل قبل الإعلان عن اكتشافه. يبدأ البروفيسور لانغدون رحلة البحث عن كلمة السر التي تتيح له استعراض وعرض الاكتشاف من خلال حاسوب كيرش، ترافقه مديرة متحف غوغنهايم الجميلة، خطيبة أمير إسبانيا.
يلعب الكاتب البالغ من العمر 53 عامًا مع فكرة أن الحياة يمكن أن تنشأ باستخدام قوانين العلم.
وقد ذكرت دار النشر دووبلدي أن لانغدون يخوض في هذه الرواية مغامرة للإجابة عن اثنين من الأسئلة المعقدة في التاريخ البشري، حيث سيحدث اكتشاف عظيم في الأرض يكون هو الملهم للإجابة.

## وصلات خارجية
- الموقع الرسمي
- صفحة رواية الأصل على موقع جود ريدز